# Sonia Pelletier-Gautier
Sonia Pelletier-Gautier (Guebwiller, 21 de septiembre de 1958) es una novelista e historiadora francesa que también ha realizado documentales.

## Biografía

### Formación
Continuó sus estudios universitarios en Mulhouse de 1976 a 1978, luego en Estrasburgo de 1978 a 1985 donde obtuvo una maestría en historia en 1985.

### Historiadora
La investigación histórica de Sonia Pelletier-Gautier, particularmente la investigación de archivos, se centra en la Edad Media. Su director de investigación, a quien todavía consulta hoy (en particular para que lea sus manuscritos), es el profesor Francis Rapp, un medievalista y miembro del Instituto de Francia (Académie des Inscriptions et Belles Lettres).
Su tesis de maestría fue otorgada y publicada en 1988. Es profesora de historia y geografía desde 1983, también realizó excavaciones arqueológicas en Alsacia de 1978 a 1983, bajo la égida de los Edificios de Francia y participó en la creación del nuevo museo en la ciudad de Guebwiller en 1984.
Ha escrito numerosos artículos históricos, en revistas especializadas o de divulgación, como "La Inquisición contra las brujas: un punto de inflexión en la caza de brujas", en Histoire et Images Médiévales (HIM) número 24, febrero-marzo de 2009.

### Escritura
Su primera novela, Los dilemas del inquisidor (publicada como trilogía) ganó en 2009 el Gran Premio de la Academia de Ciencias, Letras y Artes de Alsacia.
El primer volumen (Étienne ou la Tourmente parisienne) de su segunda trilogía fue seleccionado en 2010 para el Prix des Romancières (presidenta: Jacqueline Monsigny).
Las Éditions du Cerf (París), tras haber leído Los dilemas del inquisidor, le encargaron una novela, Roma 1215, publicada en mayo de 2015. Inició una serie de investigaciones lideradas por un personaje recurrente, Gérard Machet, confesor del rey Carlos VII en el siglo XV: la primera novela del ciclo se titula Le Parchemin maudit, publicada en junio de 2016.
Sonia Pelletier-Gautier también fue invitada por las profesoras de literatura comparada de la Sorbona, Anne Ducrey y Tatiana Victoroff, a participar en un coloquio literario en 2013 (Renacimiento del misterio en Europa, finales del siglo XIX - principios del siglo XXI), que incluyó Actas y fueron publicadas en 2015. El artículo de Pelletier-Gautier fue La novela: ¿una nueva forma para el misterio? - Testimonio de un escritor contemporáneo, p. 381-388.
En sus novelas, Sonia Pelletier-Gautier, influenciada por el trabajo que ha realizado con los dibujantes de la prensa internacional, siempre utiliza un artista: el pintor Jean en los dilemas del inquisidor, una curiosa mezcla entre el diseñador Plantu y el famoso pintor Hans Burgkmair (1473-1531); el pintor del Sacro Imperio Germánico Konrad Witz (c. 1400-1445/46) en Pierre o el aliento de una vida; el iluminador inglés Matthieu París (c. 1200-1259) en Roma 1215.